# Eleanor Talbot
Eleanor Talbot, Eleanor Butler (1436 körül – Norwich, 1468. június 30.) John Talbot, Shrewsbury 1. grófjának leánya, IV. Eduárd angol király feltételezett első felesége.

## Élete
A tizenhárom éves lány nőül ment Sir Thomas Butlerhez, Lord Sudeley fiához, aki 1461 tavaszán halt meg. Ezután a nők körében már komoly hírnevet szerzett Edward állítólag szerette volna ágyasává tenni Eleanor-t, aki azonban kikötötte, hogy előbb össze kell házasodniuk, s emiatt is merült fel körülbelül 25 évvel később az a félig-meddig megalapozott gyanú, miszerint Eduárd és Eleanor valóban örök hűséget fogadott egymásnak, mielőtt a férfi titokban, Northamptonshire-ben feleségül vette volna 1464. május elsején egy nemesember özvegyét, egy bizonyos Elizabeth Woodville-t. (Állítólag azért volt szükség a titkos esküvői ceremóniára, hogy Lady Eleanor tiltakozása a frigy ellen nehogy meghiúsítsa a házasságkötést.) 
Ezen szóbeszéd alapján jelentette ki III. Richárd angol király, hogy fivére, IV. Edward és Elizabeth királyné frigye érvénytelen, mivel valószínűsíthető, hogy a király bigámiát követett el, így pedig az uralkodópár gyermekei is fattyaknak minősültek, s nem formálhattak jogot az angol trónra. Eduárd és Lady Elizabeth frigyét nem hozták nyilvánosságra egészen addig, amíg Eduárd unokatestvére, Richard Neville, Warwick gazdag és befolyásos grófja fel nem ajánlott Edwardnak egy lehetséges menyasszonyt a francia király sógornője személyében. 
1483 áprilisában, IV. Edward halála után előkerült egy pap, méghozzá az, aki állítólag összeadta Eduárdot és Eleanort, valamint felajánlotta a trónra igényt formáló Richárd, gloucester-i hercegnek, hogy addig ameddig a néhai király fia, V. Eduárd angol király el nem éri a nagykorúságot, legyen Richárd a lordprotektor, vagyis az ország kormányzója, ám ekkor Gloucester érvénybe léptetett a Parlamenttel egy új törvényt, az ún. Titulus Regius-t, miszerint V. Edward nem jogos uralkodója az országnak, mivel szülei házassága érvénytelen, ígytehát Anglia új királya nem lehet más, csakis Richárd, ám Gloucester már nem sokáig örülhetett becstelen módon szerzett koronájának. 1485. augusztus 22-én III. Richárd elesett a Bosworth Field-i csatában, trónját pedig egy wales-i gróf, egy bizonyos Henry Tudor szerezte meg, aki VII. Henrik néven lett Anglia új királya, s azonnal semmissé nyilvánította a Titulus Regius rendelkezéseit. 
A szövevényes történet egy másik érdekessége, hogy a Tudor-korral foglalkozó történészek szerint egy bizonyos Elizabeth Lucy, más néven Elizabeth Wayte volt az a nő, akit IV. Edward nőül vett Elizabeth Woodville előtt, s nem pedig Lady Talbot Butler. (Egyesek szerint ez az Elizabeth Lucy lehetett az édesanyja Eduárd törvénytelen fiának, Plantagenet Artúrnak, Lisle 1. vikomtjának.) Lady Eleanor, IV. Edward király állítólagos törvényes hitvese 1468 júniusában halt meg, és az angliai Norwich-ben, a White Carmelites templomban helyezték végső nyugalomra.